# سورن استوک
سورن استوک (به انگلیسی: Severn Stoke) یک روستا و محله مدنی در بریتانیا است که در Malvern Hills واقع شده‌است.